# Campylotropis eriocarpa
Campylotropis eriocarpa là một loài thực vật có hoa trong họ Đậu. Loài này được (DC.) Schindl. miêu tả khoa học đầu tiên.